# Pau Cubarsí
Pau Cubarsí Paredes (Bescanó, 22 de janeiro de 2007) é um futebolista espanhol que atua como zagueiro. Atualmente, joga pelo Barcelona.

## Carreira
Nasceu em Estanyol, pertencente a Bescanó, província de Girona; Cubarsí começou sua carreira no Girona, antes de se transferir para o Barcelona B em 2018.

### Barcelona
Depois de progredir em La Masia, tornou-se no terceiro jogador mais jovem do Barcelona a estrear na UEFA Youth League, atrás de Lamine Yamal e Ilaix Moriba, quando começou no empate por 1–1 com o time tcheco do Viktoria Plzeň.
Em abril de 2023, treinou pela primeira vez com a equipe titular, tendo sido convocado pelo técnico Xavi. Ele assinou seu primeiro contrato profissional com o clube três meses depois, no dia 8 de julho. Ele foi incluído na equipe de pré-temporada do Barcelona antes da temporada 2023–24.
No dia 19 de janeiro de 2024, Cubarsí estreou-se pela equipe principal contra o Unionistas de Salamanca na Copa do Rei, sendo substituído aos 46 minutos. Sua estreia como titular aconteceu na partida seguinte, contra o Betis, pela La Liga, um dia antes de completar 17 anos, jogando 80 minutos.
Estreou na Liga dos Campeões da UEFA nas oitavas de final na partida de volta contra o Napoli, em 12 de março de 2024, com vitória do Barcelona por 3–1 e Pau Cubarsí foi eleito o melhor jogador da partida, tornando-se o primeiro jogador da história da Liga dos Campeões a conquistar este prêmio em sua primeira partida. Nesta mesma partida, Cubarsí se tornou o jogador mais jovem a estrear na competição, aos 17 anos e 50 dias na fase eliminatória da competição, quebrando o recorde anterior de David Alaba, com 17 anos e 258 dias.
No dia 10 de abril, Cubarsí se tornou o zagueiro mais jovem a ser titular nas quartas de final da Liga dos Campeões, com apenas 17 anos e 79 dias, quebrando o recorde anterior de Georgiy Schennikov, do CSKA Moscou.
Em maio de 2024, o Barcelona renovou o contrato com Cubarsí, válido até 2027 com a multa estipulada em 500 milhões de euros (cerca de 2,7 bilhões de reais).
Em agosto de 2024, Cubarsí passou a utilizar a camisa de número 2, que era de João Cancelo. Em outubro de 2024, Cubarsí apareceu entre os 25 jogadores concorrentes ao prêmio Golden Boy, ao lado do seu companheiro de clube Lamine Yamal.
No dia 6 de novembro, durante um jogo da Liga dos Campeões da UEFA contra o Estrela Vermelha, ele sofreu uma lesão facial após levar um chute no rosto disputando a bola, causando um ferimento profundo na bochecha direita, caindo no chão com o rosto ensanguentado. O diagnóstico revelou um corte profundo que exigiu dez pontos, não sendo detectadas fraturas ou lesões mais graves, sugerindo que, apesar da gravidade da ferida, Cubarsí poderá retornar aos treinos em um curto período, dependendo de sua recuperação e das recomendações médicas.
No dia 26 de fevereiro de 2025, Cubarsí fez seu primeiro gol com a camisa azulgrana no empate em 4x4 contra o Atlético de Madrid, válido pela semifinal da Copa del Rey.
No início da temporada 25/26, Cubarsí trocou de número com a saída do também zagueiro Iñigo Martínez, herdando a mítica camisa número 5, que fora vestida por Ronald Koeman, Sergio Busquets e Carles Puyol.

## Seleção Espanhola
Cubarsí representou a Seleção Espanhola da categoria Sub-15 até a Sub-17. Em 4 de maio de 2023, foi convocado por Julen Guerrero para o Euro Sub-17 de 2023, realizada na Hungria. Foi convocado na lista definitiva de José Lana para representar a Espanha na Copa do Mundo FIFA Sub-17 de 2023, na Indonésia.
No dia 15 março de 2024, foi convocado para a Seleção Espanhola por Luis de la Fuente, para os amistosos contra à Colômbia e o Brasil. Na derrota contra a Colômbia, no dia 22 de março, Cubarsí fez sua estreia na Seleção Espanhola, vestindo a camisa 26, entrando aos 38 minutos do segundo tempo, substituindo Aymeric Laporte, tornando-se o zagueiro mais jovem a disputar uma partida pela La Roja, com 17 anos e dois meses, tirando a honra de Sergio Ramos, que estreou aos 18 anos, 11 meses e 28 dias.
Em maio de 2024, foi pré-convocado para a disputa da Euro 2024, realizada na Alemanha. Porém, acabou ficando fora da relação final da competição que terminou com a Espanha campeã. No mesmo ano, em julho, Cubarsí foi convocado por Santi Denia para os Jogos Olímpicos de Verão, realizados em Paris. O jogador utilizou a camisa número 5 na competição. Ao final do torneio, ajudou a Seleção Espanhola a ganhar o ouro olímpico ao bater a Seleção Francesa na prorrogação.
Após a conquista do ouro, o zagueiro foi convocado para a Seleção Sub-21, para jogar os jogos contra Escócia e Húngria, ambos válidos pela qualificatória para a Euro Sub-21 de 2025.

## Títulos
Barcelona
- Supercopa da Espanha: 2024–25[39]
- Copa del Rey: 2024–25[40]
- La Liga: 2024–25[41]

Espanha
- Jogos Olímpicos: 2024[42]

### Prêmios individuais
- Seleção Masculina Sub-20 da IFFHS: 2024[43]
- Seleção Masculina Sub-20 da IFFHS da UEFA: 2024[44]
- Equipe da Temporada de La Liga: 2024–25[45]

## Ligações externaa
- Pau Cubarsí no Instagram